# Microrregión de Jauru
La microrregión de Jauru es una de las microrregiones del estado brasileño de Mato Grosso perteneciente la mesorregión Sudoeste Mato-Grossense.

## Geografía
Su población fue estimada en 2006 por el IBGE en 99.617 hab., en 2007 104.658 hab, y en 2008 107.665 hab. Está dividida en doce municipios. Posee un área total de 16.847,975 km². Todos los municipios poseen el mismo clima, tropical semihúmedo (Aw), y su vegetación principal es el bosque tropical. La economía más significativa se basa en el ganado de carne y lechero, en la producción de alcohol y en el comercio. El municipio de Jauru posee varias hidroeléctricas.

## Municipios
- Araputanga
- Figueirópolis d'Oeste
- Glória d'Oeste
- Indiavaí
- Jauru
- Lambari d'Oeste
- Mirassol d'Oeste
- Puerto Esperidião
- Reserva del Cabaçal
- Rio Branco
- Salto del Cielo
- São José dos Quatro Marcos

## Clasificación

### Población 2016
| Municipio | Mirassol d'Oeste | São José dos Quatro Marcos | Araputanga | Puerto Esperidião | Jauru | Lambari d'Oeste | Rio Branco | Figueirópolis d'Oeste | Salto del Cielo | Glória d'Oeste | Reserva del Cabaçal | Indiavaí | total  |
| --------- | ---------------- | -------------------------- | ---------- | ----------------- | ----- | --------------- | ---------- | --------------------- | --------------- | -------------- | ------------------- | -------- | ------ |
| Población | 26.596           | 18.536                     | 16.109     | 11.535            | 9.003 | 5.831           | 5.028      | 3.492                 | 3.423           | 2.986          | 2.638               | 2.624    | 91.692 |

### IDH 2000
| Municipio | Araputanga | Mirassol d'Oeste | São José dos Quatro Marcos | Glória d'Oeste | Indiavaí | Figueirópolis d'Oeste | Salto del Cielo | Rio Branco | Puerto Esperidião | Lambari d'Oeste | Jauru | Reserva del Cabaçal |
| --------- | ---------- | ---------------- | -------------------------- | -------------- | -------- | --------------------- | --------------- | ---------- | ----------------- | --------------- | ----- | ------------------- |
| IDH       | 0.754      | 0.739            | 0.735                      | 0.731          | 0.714    | 0.705                 | 0.702           | 0.698      | 0.695             | 0.692           | 0.680 | 0.680               |

### PIB 2003
| Municipio | Jauru          | Araputanga     | Mirassol d'Oeste | São José dos Quatro Marcos | Puerto Esperidião | Lambari d'Oeste | Salto del Cielo | Figueirópolis d'Oeste | Rio Branco    | Glória d'Oeste | Indiavaí      | Reserva del Cabaçal |
| --------- | -------------- | -------------- | ---------------- | -------------------------- | ----------------- | --------------- | --------------- | --------------------- | ------------- | -------------- | ------------- | ------------------- |
| PIB       | 145.353.000,00 | 144.885.451,00 | 100.912.899,00   | 91.189.451,00              | 73.508.338,00     | 43.442.097,00   | 27.318.588,00   | 26.036.146,00         | 22.481.835,00 | 19.989.259,00  | 11.710.962,00 | 9.322.216,00        |

### Altitud
| Municipio         | Jauru | Reserva del Cabaçal | Salto del Cielo | Figueirópolis d'Oeste | Mirassol d'Oeste | São José dos Quatro Marcos | Indiavaí | Araputanga | Glória d'Oeste | Lambari d'Oeste | Rio Branco | Puerto Esperidião |
| ----------------- | ----- | ------------------- | --------------- | --------------------- | ---------------- | -------------------------- | -------- | ---------- | -------------- | --------------- | ---------- | ----------------- |
| Altitud en metros | 450   | 335                 | 300             | 300                   | 260              | 230                        | 215      | 200        | 200            | 186             | 180        | 160               |

### Densidad Demográfica
| Municipio | Mirassol d'Oeste | São José dos Quatro Marcos | Rio Branco | Araputanga | Jauru | Reserva del Cabaçal | Figueirópolis d'Oeste | Indiavaí | Glória d'Oeste | Lambari d'Oeste | Salto del Cielo | Puerto Esperidião |
| --------- | ---------------- | -------------------------- | ---------- | ---------- | ----- | ------------------- | --------------------- | -------- | -------------- | --------------- | --------------- | ----------------- |
| Hab/km²   | 21,1             | 14,0                       | 9,2        | 9,0        | 8,9   | 4,5                 | 3,9                   | 3,5      | 3,0            | 2,6             | 2,1             | 1,9               |

- Datos: Q2655646